# Hyaenotherium
Hyaenotherium — вимерлий рід гієн, який був поширений переважно в Євразії в пізньому міоцені.